# Amblyceps variegatum
Amblyceps variegatum е вид лъчеперка от семейство Amblycipitidae.

## Разпространение
Видът е разпространен в Тайланд.

## Описание
На дължина достигат до 6,3 cm.